# 馬切拉塔省
馬切拉塔省（義大利語：Provincia di Macerata）是意大利马尔凯大区的一個省。面積2779.34平方公里，2021年人口305,249人。首府馬切拉塔。
下分55市鎮。